# ICBG-Maya
El ICBG-Maya fue un proyecto de biopiratería en 1998 que buscaba identificar principios activos de plantas medicinales en Chiapas, México con fines de desarrollar aplicaciones biotecnológicas patentables. En el consorcio del proyecto participaron la Universidad de Georgia, El Colegio de la Frontera Sur y los Institutos Nacionales de Salud de Estados Unidos.
El proyecto fue cancelado en noviembre de 2001 por la oposición de la población objetivo y organizaciones de la sociedad civil.